# تاریکو
تاراکو نام باستانی شهر کنونی تاراگونا در کاتالونیا، اسپانیا است. این شهر قدیمی‌ترین سکونتگاه رومی در شبه جزیره ایبری بود و پس از تأسیس استان هیسپانیا تاراکوننسیس در امپراتوری روم، به پایتخت این استان تبدیل شد.
در سال ۲۰۰۰، مجموعه باستان‌شناسی تاراکو توسط یونسکو به عنوان میراث جهانی اعلام شد.

## تاریخ

### منشأ و جنگ دوم پونیک
مراحل تسخیر از۲۲۰ تا ۱۹ ، قرن پنجم قبل از میلاد توسط ایبریایی‌ها، عمدتاً در دره ابرو، سکونت داشت که با یونانیان و فینیقی‌هایی که در ساحل مستقر بودند، روابط تجاری داشتند.
تاراکو اولین بار پس از ورود گنایوس کورنلیوس اسکیپیون کالوس به امپوریا در سال ۲۱۸ قبل از میلاد در آغاز جنگ دوم پونیک که با تسخیر رومی‌ها در هیسپانیا آغاز شد. رومی‌ها یک میدان تأمین پونیک برای نیروهای هانیبال را در نزدیکی سیسیس تسخیر کردند و شهر را گرفتند. اندکی بعد، رومی‌ها "نه چندان دور از تاراکو" مورد حمله قرار گرفتند. سیسیس و تاراکو ممکن است یک شهر بوده باشند. سیسیس ممکن است با کسه، نامی که بر روی سکه‌های ایبریایی از قرن اول و دوم قبل از میلاد وجود دارد و با استانداردهای وزنی رومی مشخص شده بود، برابر باشد.
در سال ۲۱۷ قبل از میلاد، نیروهای تقویتی رومی به فرماندهی پابلیوس اسکیپیون رسیدند و او و برادرش گنایوس کورنلیوس به تقویت استحکامات تاراکو و ایجاد یک بندر نظامی نسبت داده شده‌اند. دیوار شهر رومی احتمالاً بر روی دیوار قدیمی‌تر که به سبک سنگ‌تراشی ایبریایی بود، ساخته شده است.
پس از مرگ برادران اسکیپیون، تاراکو بین سال‌های ۲۱۱ و ۲۱۰ قبل از میلاد، پایگاه زمستانی اسکیپیون آفریکانوس (پسر پابلیوس) بود و او در اینجا با قبایل هیسپانیا در کنونتوس ملاقات کرد. جمعیت عمدتاً در طول جنگ به رومی‌ها وفادار بودند و ماهیگیران تاراکو (پیسکاتورس تاراکوننسس) با قایق‌های خود در محاصره کارتاژو نووا خدمت کردند.

### جمهوری روم
تسخیر شبه جزیره ایبری توسط رومی‌ها بیش از ۲۰۰ سال طول کشید. در طول دو قرن بعد، تاراکو به عنوان پایگاه تأمین و اردوگاه زمستانی در طول جنگ‌ها علیه سلتایبری‌ها باقی ماند، همان‌طور که در طول جنگ دوم پونیک بود. بنابراین، در این دوره حضور نظامی قوی در این منطقه وجود داشت، احتمالاً در بالاترین منطقه از بخش تاریخی کنونی شهر که به نام پارت آلتای شناخته می‌شود. در سال ۱۹۷ قبل از میلاد، تمام مناطق تسخیر شده، حتی نوارهای باریک در طول ساحل مدیترانه، بین استان‌های جدید هیسپانیا اولتریور و هیسپانیا کیتریور تقسیم شدند. پایتخت هیسپانیا کیتریور عمدتاً کارتاژو نووا بود، اما استرابون می‌گوید که فرمانداران نیز در تاراکو اقامت داشتند.
وضعیت قانونی تاراکو احتمالاً به عنوان کنونتوس سیویوم رومانوروم (کنونتوس = اجتماع شهروندان رومی استان) در طول جمهوری بود، با دو ماگیستری (مدیران غیرنظامی) در رأس آن. گایوس پورسیوس کاتو، کنسول در سال ۱۱۴ قبل از میلاد، تاراکو را به عنوان محل تبعید خود در سال ۱۰۸ انتخاب کرد، که نشان می‌دهد تاراکو در آن زمان یک شهر آزاد یا حداقل یک متحد بوده است.
هنگامی که سزار حامیان پمپیوس را در سال ۴۹ قبل از میلاد در ایلردا (لریدا) شکست داد، تاراکو ارتش او را با غذا تأمین کرد. احتمالاً تاراکو پس از پیروزی سزار در موندا، حدود ۴۵ قبل از میلاد، وضعیت کولونیا را با لقب یولیا در نام رسمی خود دریافت کرد: کولونیا یولیا اوربس تریومفالی تاراکو، که در طول امپراتوری باقی ماند.

### عصر آگوستوس
سیرک رومی در سال ۲۷ قبل از میلاد، آگوستوس استان‌های رومی را دوباره سازماندهی کرد، هیسپانیا کیتریور با استان بزرگ‌تر هیسپانیا تاراکوننسیس جایگزین شد، نام آن از پایتخت آن گرفته شده بود و شامل سرزمین‌های تسخیر شده در مرکز، شمال و شمال غربی هیسپانیا بود.
در همان سال، آگوستوس برای نظارت بر مبارزات در کانتابریا به اسپانیا رفت و به دلیل وضعیت سلامت ضعیفش ترجیح داد در تاراکو بماند. ظاهراً، آگوستوس در شهر یک قربانگاه ساخته بود و داستانی توسط خطیب کوینتیلیان ذکر شده که ساکنان تاراکو به آگوستوس افتخار می‌کردند که یک درخت نخل به طور معجزه‌آسا روی قربانگاه رشد کرده است. او با خشکی جواب داد که این به این معنی است که آن قربانگاه خیلی مورد استفاده قرار نمی‌گیرد.
به زودی پس از رسیدن، جاده قدیمی هرکولیا به ویا آگوستا تبدیل شد. یک سنگ نبشته، در پلاسا د بروس تاراگونا پیدا شده، جاده بین ۱۲ و ۶ قبل از میلاد را ذکر می‌کند که به بارسینو به سمت شمال شرقی و درتوسا، ساگنتوم و (والنتیا) به سمت جنوب منتهی می‌شود.
شهر تحت آگوستوس شکوفا شد. نویسنده پومپونیوس مِلا آن را در قرن اول میلادی این‌گونه توصیف می‌کند: "تاراکو غنی‌ترین بندر در این ساحل است" تاراکو تحت آگوستوس و تیبریوس سکه‌های خود را با تصاویری از فرقه امپراتوری و نوشته‌های CVT، CVTT یا CVTTAR ضرب می‌کرد.
پس از مرگ آگوستوس در سال ۱۴ میلادی، امپراتور به طور رسمی به مقام الهی رسید و در سال ۱۵ میلادی یک معبد به افتخار او ساخته شد، احتمالاً در محله شرقی شهر یا نزدیک به فوروم استعماری، همان‌طور که تاسیتوس در آنال‌های خود ذکر کرده است.